# Karl Wilhelm von Dalla Torre
Karl Wilhelm von Dalla Torre (Kitzbühel, 14 juli 1850 - Innsbruck, 6 april 1928) was een Oostenrijks botanicus, entomoloog en taxonoom. 
Von Dalla Torre studeerde natuurwetenschappen aan de universiteit van Innsbruck. Hij bleef er werken als entomoloog en werd in 1895 hoogleraar zoölogie aan de universiteit.
Hij publiceerde werken over de flora van de Alpen en over insecten, in het bijzonder vliesvleugeligen (Hymenoptera). Met het tiendelige Catalogus Hymenopterorum wilde hij een volledig overzicht bieden van alle gekende soorten vliesvleugeligen in de wereld anno 1890. Hij is de wetenschappelijke auteur van onder meer de geslachten van vliesvleugeligen Bootania, Bubekia, Cameronella, Foersterella, Kriechbaumerella, Leuthneria en Notaspidium.

## Werken (selectie)
- Handwörterbuch der Zoologie. Stuttgart, 1887. (met Friedrich Knauer).
- Die Alpenflora der österreichischen Alpenländer, Südbaierns und der Schweiz.[dode link] München, 1899.
- Catalogus Hymenopterorum hucusque descriptorum systematicus et synonymicus. 10 delen, Leipzig, 1892-1902.
- Flora der gefürsteten Grafshaft Tirol, des Landes Vorarlberg und des Fürstenthumes Liechtenstein. 5 delen, Innsbruck, 1900-1913 (met Ludwig Graf von Sarntheim)
- Cynipidae. Das Tierreich, 24. lfg. Hymenoptera. Berlijn, 1910 (met Jean-Jacques Kieffer)